# Коса (приток Альмы)
Коса́ (Кой-Су, Коссе; укр. Коса, крымскотат. Qosa, Къоса) — река в Крыму, правый приток Альмы, длиной 11 километров, среднегодовой расход воды 0,061 м³/с, площадь водосбора 38 км², уклон реки 44,3 м/км. В сборнике «Крымское государственное заповедно-охотничье хозяйство им. В. В. Куйбышева» 1963 года у реки Коса (Коссе) записаны длина реки 16,0 км, площадь бассейна 38,4 км², высота истока 820 м, устья — 336 м, уклон реки 30 м/км².
Название реки имеет различное толкование: либо от тюркского косе — безбородый, (возможно, что родоплеменное имя), либо от кой — село, деревня (+ су — вода); допускается и перевод «овца».

## Исток
Истоком Косы (у западного края плато Чатыр-Дага) в путеводителях и на современных картах считается родник Дамчи-Кая, вытекающий из конгломератов, что является ошибкой, берущей начало с карт Генштаба. Ещё в отчёте гидрогеолога Таврической губернии Н. А. Головкинского «Источники Чатырдага и Бабугана» 1893 года данный источник назван истоком Тавели, а началом Косы обозначен родник Суат, выходящий из известнякового щебня, с суточным дебетом 16492 вёдра и температурой воды 7,0 °C, что отражено и на картах того времени и подтверждено современными изысканиями и высота которого над уровнем моря определена в 889 м.

## География
Коса протекает общим направлением на запад по территории Крымского природного заповедника в границах Бахчисарайского района (верховья на некоторых туркартах подписаны, как Суат). К северу от долины реки расположен хребет Абдуга. У реки, согласно справочнику «Поверхностные водные объекты Крыма», 2 безымянных притока, длиной менее 5 километров, но на некоторых картах они имеют названия: слева впадает балка Кавершин (у Петра Кеппена, на карте 1836 года, обозначен, как ручей Емолькен), выше по течению, также слева — ручей Алмалан. Н. В. Рухлов в капитальном труде «Обзор речных долин горной части Крыма» 1915 года описывает Косу, как круто падающую безводную балку, заложенную в сланцах, наполняемую водой во время паводков. Впадает в Альму в 59 км от устья. Водоохранная зона реки установлена в 100 м.